# コロンビア軍
コロンビア軍（コロンビアぐん、スペイン語: Fuerzas Armadas de Colombia）は、コロンビアの軍事組織。
2007年時点で三軍種の総員208,600人、予備役61,900人。
コロンビア大統領の指揮の下、国防大臣を通じて文民統制を受ける。国防省傘下の陸海空の三軍がある。
徴兵制を採用しており、成人男子は18歳を迎えると兵役に就く。兵役期間は陸軍と空軍が18ヵ月、海軍が24ヵ月、国家警察が12ヵ月の間に渡りそれぞれ服務する。

## 歴史
コロンビア軍は1886年憲法第120条に基き、大統領に最高指揮権があることが明記された。1944年法律第102号をもって政府機関としての位置付けで参謀総長に指揮権を集約させ実質的に総司令官とした。その後、1951年布告第835号により正式に総司令官職としての職権が定義された。これらの法典が急速に整備された背景には、当時アメリカ合衆国で進行していた統合運用を同国にて教育訓練を受けた者たちによる研究・検討した結果である。1991年憲法では第217条により国軍の存在と任務を公式に定義された。

## 組織構成
国軍は大統領を最高司令官とし、国防省傘下の国軍総司令部（Comando General Fuerzas Militares）の下で調整運用される。

### 陸軍
陸軍は、7個の師団を基本戦略単位部隊とし、緊急展開部隊や任務別特殊部隊など各種部隊・機関から成る。1964年以来続く国内の混乱を収めるため、兵力を大規模に動員し治安維持作戦を継続している。このため陸軍の編制は歩兵が主力となっている。このほかに拉致対策特殊部隊や対麻薬部隊、民事作戦のための交通エネルギー大隊など特色ある部隊が多数存在する。

### 海軍
海軍は、4隻の潜水艦と4隻のフリゲートを基幹に多数の河川哨戒艇を有し、国内を13つの海軍管区に区分しカリブ海（サンアンドレス島とプロビデンシア島を含む）と太平洋側に基地を設けている。この他に小規模な海軍航空隊、約23,000人規模の海兵隊および沿岸警備隊がある。

### 航空宇宙軍
航空宇宙軍は、8個の航空集団の下、各種学校や機関その他の部隊から成る。

### 付属機関
国軍総司令部の下で以下の機関がある。
- コロンビア軍事博物館（Museo Militar de Colombia）
- 予備役担当部（Profesionales Oficiales de la Reserva）
- 拉致対策警察活動(人質解放統一行動グループ)国軍担当部（Gaulas Militares）
- 政府関連軍事産業会社「Industria Militar」（en:Indumil[2]）
- 軍印刷部（Imprenta Militar）
- 軍保健部（Sanidad Militar）
- 市街地特殊部隊グループ（es:Agrupación de Fuerzas Especiales Urbanas）
- 国軍大学校（Escuela Superior de Guerra）
- 高等軍事裁判所（Tribunal Superior Militar）